# Weingut Müller-Catoir
Das Weingut Müller-Catoir ist ein altes Weingut im Ortsteil Haardt der Stadt Neustadt an der Weinstraße im deutschen Weinbaugebiet Pfalz. Heutiger Inhaber ist Philipp David Catoir. Die Anbaufläche beträgt 25 Hektar. Aus dieser Fläche gehen jährlich zwischen 130.000 und 160.000 Flaschen Weiß- und Rotwein hervor. Neben der wichtigsten Rebsorte Riesling werden Weißburgunder, Grauburgunder, Spätburgunder, Rieslaner, Scheurebe, Muskateller und Sauvignon Blanc angebaut.

## Geschichte
Das Weingut befindet sich seit 1744 in Familienbesitz. Fast 100 Jahre wurde das Unternehmen von Frauen geleitet (Groß-, Urgroß- und Ururgroßmutter des heutigen Inhabers), die das Anwesen nachhaltig geprägt haben. 1968 übernahm Jakob Heinrich Catoir einen durch Erbteilung zersplitterten Besitz, den er über einen Zeitraum von 40 Jahren wieder in Alleineigentum überführte. Dabei griff er bis ins Jahr 2001 auf die Dienste von Hans-Günter Schwarz zurück. Seit 2004 gehört der Betrieb dem Verband Deutscher Prädikatsweingüter (VDP) an. Der Kellermeister Martin Franzen wurde 2006 von Robert Parker in die Liste der „Wine Personalities of the Year“ aufgenommen. Philipp David Catoir führt die Familientradition seit 2009 nunmehr in der 9. Generation fort.

## Gebäude
Wohnhaus und Wirtschaftsgebäude waren ursprünglich um das Jahr 1600 im Barockstil erbaut worden. Zwischen 1889 und 1904 wurde der Weingutskomplex mit einer hochwertigen neoklassizistischen Fassade ausgestattet. Die Innenausstattung erfolgte ebenfalls im Gründerzeitstil. Das heutige Erscheinungsbild von Wohnhaus und Wirtschaftsgebäuden ist im Wesentlichen unverändert. Das Gebäude des Weingutes ist denkmalgeschützt.

## Lagen
70 % der Rebfläche befinden sich am Hang, 30 % in der Ebene. Die Lagen befinden sich ausschließlich an der Mittelhaardt, vorwiegend in den Gemarkungen der Neustadter Stadtteile Haardt, Gimmeldingen und Mußbach. Die Lagennamen lauten: Haardter Bürgergarten, Haardter Herrenletten, Haardter Herzog, Haardter Mandelring, Gimmeldinger Mandelgarten und Schlössel. Alle Lagen des Weingutes sind VDP-klassifiziert. Die Weine wachsen auf verschiedenen Böden: vom Buntsandstein und schwerem Letten über Löß bis zu lehmigem Kies.

## Auszeichnungen
- 1. Platz beim Riesling-Spätlese-Wettbewerb um den Spätlesereiterpokal in Fulda[5]
- 2 Silbermedaillen beim Vinalies Internationales 2007 in Paris[6]
- Goldmedaille beim Concours Mondial de Bruxelles[7]
- Goldmedaille beim Concours Mondial de Bruxelles[8]
- 1. Platz beim großen Riesling-Wettbewerb des Weinmagazins "Weinwelt" für den 2008er Bürgergarten Riesling (Gesamtsieger Deutschland, "Riesling des Jahres 2009")[9]
- seit 1985 ununterbrochen in der Bestenliste "Die 100 besten Weingüter Deutschlands" von "Vinum, Europa´s Weinmagazin"[10]
- Auszeichnung "Kollektion des Jahres 2008, Pfalz" für Jahrgang 2007, verliehen von "wein-plus.eu Weinführer"